# (74161) 1998 QF101
(74161) 1998 QF101 – planetoida z pasa głównego asteroid okrążająca Słońce w ciągu 4,36 lat w średniej odległości 2,67 j.a. Odkryta 26 sierpnia 1998 roku.